# 图中湖
图中湖是一个位于中国西藏自治区日土县的湖泊，面积约为65平方千米。